# 레이 시혼
레이 시혼(영어: Rhea Seehorn, /ɹeɪ/, 1972년 5월 12일 ~ )은 미국의 배우이다. 《베터 콜 사울》에서 킴 웩슬러 역을 맡은 것으로 가장 유명하다. NBC의 《휘트니》, ABC의 《아임 위드 허》, TNT의 《프랭클린 & 배쉬》의 사전 역할을 맡은 것으로도 알려져 있다.
버지니아주 노퍽에서 태어났다. 하지만 일본과 애리조나주 및 워싱턴 DC에서 자랐다. 어릴 적 아버지와 할아버지의 길을 따라 그림, 그로잉, 건축학을 배웠다. 계속해서 시각 예술을 배우기를 원했지만 또한 영화와 연극에 대한 야망도 품고 있었다. 동시대 연극을 대학에서 소개받았다. 1994년 조지 메이슨 대학교에 입학해 예술 학위를 취득해 예술 스튜디오에 들어갔다.

## 출연작 목록

### TV 드라마
| 연도    | 제목               | 원제                              | 배역            | 비고                                           |
| ------- | ------------------ | --------------------------------- | --------------- | ---------------------------------------------- |
| 2008    | 스타터 와이프      | The Starter Wife                  | 샬럿            | 4회분 출연                                     |
| 2009    | 트러스트 미        | Trust Me                          | 브룩            | 3회분 출연                                     |
| 2009    | 돌하우스           | Dollhouse                         | 조슬린 배슈퍼드 | "Haunted" 에피소드                             |
| 2010    | 번 노티스          | Burn Notice                       | 패티            | "Breach of Faith" 에피소드                     |
| 2010    | 클로저             | The Closer                        | 주디 린         | "Last Woman Standing" 에피소드                 |
| 2011-13 | 휘트니             | Whitney                           | 록샌 해리스     |                                                |
| 2011-14 | 프랭클랜 & 배쉬    | Franklin & Bash                   | 엘런 스워텔로   | 11회분 출연                                    |
| 2013    | 패밀리 가이        | Family Guy                        | 조아니 커닝햄   | "Save the Clam" 에피소드                       |
| 2014    | 하우스 오브 라이즈 | House of Lies                     | 서맨사          | 2회분 출연                                     |
| 2015-22 | 베터 콜 사울       | Better Call Saul                  | 킴 웩슬러       |                                                |
| 2017    | 셧 아이            | Shut Eye                          | 찰리네 엄마     | 2회분 출연                                     |
| 2018    | 성범죄수사대: SVU  | Law & Order: Special Victims Unit | 마사 코브       | "Info Wars" 에피소드                           |
| 2018    | 로잔느 아줌마      | Roseanne                          | 캐리            | "Eggs Over, Not Easy" 에피소드                 |
| 2018    | 로봇 치킨          | Robot Chicken                     | 캐런            | "Your Mouth Is Hanging off Your Face" 에피소드 |
| 2019    | 부통령이 필요해    | Veep                              | 미셸 요크       | 5회분 출연                                     |
| 2019    | 디 액트            | The Act                           | 재닛            | "A Whole New World" 에피소드                   |
| 2019    | 환상특급           | The Twilight Zone                 | 마사 밀러       | "Not All Men" 에피소드                         |

### 영화
| 연도 | 제목                       | 원제                    | 배역            | 비고 |
| ---- | -------------------------- | ----------------------- | --------------- | ---- |
| 2002 | [[스틸 (2002년 영화)\|스틸 | Steal                   | 비치            |      |
| 2006 | 쉐기 독                    | The Shaggy Dog          | 로리            |      |
| 2019 | 인사이드 맨                | Inside Man: Most Wanted | 브린 스튜어트   |      |
| 2021 | 허드 앤 씬                 | Things Heard & Seen     | 저스틴 소콜로브 |      |